# Medasina mucidaria
Medasina mucidaria är en fjärilsart som beskrevs av Walker 1866. Medasina mucidaria ingår i släktet Medasina och familjen mätare. Inga underarter finns listade i Catalogue of Life.